# Colombia Renaciente
Colombia Renaciente es un partido político colombiano creado tras el ingreso del Consejo Comunitario Ancestral de Comunidades Negras Playa Renaciente al Congreso en las elecciones legislativas de 2018. Es liderado por John Arley Murillo y un grupo de exministros del gobierno de Juan Manuel Santos.
Como partido, defienden el proceso de paz llevado a cabo durante el gobierno de Juan Manuel Santos
Para las elecciones presidenciales de 2022, en un inicio, se unió a la coalición Centro Esperanza liderado por el exministro de Minas, Luis Gilberto Murillo. No obstante, se retiró del mismo al poco tiempo. Aun así, el partido permaneció dentro de ella para las elecciones legislativas, cuya lista se encuentra liderada por el partido Alianza Verde.